# Johann Friedrich von Lindenau
Johann Friedrich von Lindenau (* 1694; † nach 1718) war Hof- und  Appellationsrat in Dresden und Besitzer der Rittergüter Gotha und Kossen im Amt Eilenburg des Kurfürstentums Sachsen.
Er war der jüngste Sohn des Amtshauptmanns Wolf von Lindenau aus der Familie von Lindenau. Nach dessen Tod 1710 verwaltete er zunächst gemeinsam mit seinen älteren Brüdern die väterlichen Besitzungen. Am 21. April 1716 schloss er mit seinen Brüdern Adam, Wolf Georg und Gottfried Anshelm von Lindenau einen Vertrag über den Kauf der Rittergüter Gotha und Kossen ab, wodurch er zum alleinigen Besitzer dieser Güter wurde.
Am 24. April 1718 verkaufte Johann Friedrich von Lindenau beide Güter an seinen Stiefvater, den Hauptmann Adolph Ernst von Berger. Dieser hatte seine Mutter Eva Maria verw. von Lindenau geb. von Warnsdorff (1655–1731) geheiratet.
Johann Friedrich von Lindenau lebte fortan am Dresdner Hof Augusts des Starken.
| Personendaten    | Personendaten                       |
| ---------------- | ----------------------------------- |
| NAME             | Lindenau, Johann Friedrich von      |
| KURZBESCHREIBUNG | Hof- und Appellationsrat in Dresden |
| GEBURTSDATUM     | 1694                                |
| STERBEDATUM      | nach 1718                           |